# Kwesi Amissah-Arthur
Paa Kwesi Bekoe Amissah-Arthur (Cape Coast, 29 de abril de 1951 - Accra, 29 de junho de 2018) foi um economista, acadêmico e político ganês, foi vice-presidente da 4ª República do Gana, de 6 de agosto 2012 até 7 de janeiro de 2017, no governo do presidente John Dramani Mahama. Também foi governador do Banco do Gana de 2009 a 2012.
Ele assumiu o cargo de vice-presidente em 6 de agosto de 2012, após ser sabatinado pelo Parlamento do Gana. Foi indicado pelo presidente John Dramani Mahama para ser o vice-presidente uma semana depois que Mahama foi empossado. Isso ocorreu após a morte súbita de John Atta Mills em 24 de julho de 2012.

## Vida e educação
Amissah-Arthur nasceu na Cape Coast em 29 de abril de 1951, a capital de Gana, na época organizada como Colônia Britânica da Costa do Ouro. Kwesi Amissah-Arthur tinha outros cinco irmãos - um irmão e quatro irmãs. Ele freqüentou a Escola Primária Aboom Methodist 'B' em Cape Coast e passou no exame Common Entrance da Akim Oda Methodist School em 1964. Concluiu o ensino médio na Escola Mfantsipim. Ele foi para a Universidade de Gana em Legon, onde obteve o bacharelado em 1974 e mestrado em 1976, ambos em economia.

## Carreira
Amissah-Arthur foi assistente de pesquisa no Instituto de Pesquisa Estatística, Social e Econômica entre 1974 e 1975. Mais tarde, ingressou no Departamento de Economia como assistente de ensino de 1977 a 1978, tornando-se professor assistente em 1979. Ele lecionou na Departamento de Economia da Universidade de Gana entre 1980 e 1988. Ele também foi professor no Departamento de Economia da Faculdade de Educação do Awka, Estado de Anambra, Nigéria (agosto de 1981 a julho de 1983). Ele entrou na política até 1997. Trabalhou como consultor do Banco Mundial na Gâmbia. Ele também atuou como consultor do projeto de educação governamental da Holanda na Gana. Ele então trabalhou como economista sênior da Sigma One Corporation no Gana entre 1998 e 2000. Entre 2001 e 2002, ele foi designado para o Ministério de Relações Exteriores da Dinamarca. Ele era um defensor e um dos principais acionistas do clube de futebol Accra Hearts of Oak S.C.

## Carreira política
De 1983 a 1986, Amissah-Arthur atuou como assistente especial do Secretário de Finanças e Planejamento Econômico, Kwesi Botchwey, no governo do Conselho Provisório de Defesa Nacional. Posteriormente, ele foi vice-secretário de finanças do governo do CPDN de fevereiro de 1986 a março de 1993. A partir de abril de 1993, continuou como vice-ministro de finanças do governo após o estabelecimento do regime constitucional até março de 1997. Ele também atuou no conselho do antigo Banco de Habitação e Construção (BHC).
Amissah-Arthur foi nomeado Governador do Banco do Gana em outubro de 2009 pelo Presidente John Atta Mills. Ele ocupou esse cargo até 6 de agosto de 2012, quando se tornou vice-presidente do Gana após a morte de Atta Mills.